# ホエールボーン
ホエールボーン（Whalebone、1807年 - 1831年）とは、エプソムダービー（第31回 1810年）勝ち馬である。1826, 27年英リーディングサイヤー。馬名のホエールボーンは、英語で 「ヒゲクジラのひげ」 の意味。15ハンド2分の1インチ（約154センチメートル）しかない小さな馬だったと伝えられている。
父ワキシーもエプソムダービー（第14回 1793年）勝ち馬で、1810年リーディングサイアー。ポープ、ホエールボーン、ブルーチャー、ウイスカーと4頭のダービー馬の父である。母ペネロピは18勝もした名牝・名繁殖牝馬であり、ホエールボーン、その全弟ウイスカーと2頭のダービー馬、1000ギニー馬ウィズギグWhizgigと3頭のクラシック馬を輩出した。
1831年、Ogressという牝馬と交配した際に血管を破裂させたのが元で死亡した。
本馬はメールライン（サイアーライン）上では現在に繋がるタッチストン、バードキャッチャー、現在では滅びているものの一時発展したウェイバリーやディフェンス系等の分岐点に当る。エクリプス系の内、セントサイモン系を除く全てのサラブレッドの父系祖先ということになる。本馬はY染色体に突然変異（YE3領域に1塩基の欠失）を持っていたと考えられており、子孫はY染色体ハプログループ3に属する。すなわちゲノム解析により本馬の子孫を鑑別可能である。

## 主な産駒
- サーハーキュリーズ（バードキャッチャーの父）
- ディフェンス（史上2頭目のイギリスクラシック三冠馬グラディアトゥールの3代父）
- ウェイバリー
- ラップドッグ
- スパニエル
- キャロライン
- キャメル（タッチストンの父）

## 血統表
| ホエールボーンの血統（エクリプス系／Herod3×4=18.75% Snap4×4.5=15.62% Cade5×5=6.25%） | ホエールボーンの血統（エクリプス系／Herod3×4=18.75% Snap4×4.5=15.62% Cade5×5=6.25%） | ホエールボーンの血統（エクリプス系／Herod3×4=18.75% Snap4×4.5=15.62% Cade5×5=6.25%） | （血統表の出典） | （血統表の出典） |
| 父 Waxy 1790年 鹿毛                                                                  | 父の父Potoooooooo 1773年 栗毛                                                        | Eclipse                                                                              | Marske           | Marske           |
| 父 Waxy 1790年 鹿毛                                                                  | 父の父Potoooooooo 1773年 栗毛                                                        | Eclipse                                                                              | Spilletta        |                  |
| 父 Waxy 1790年 鹿毛                                                                  | 父の父Potoooooooo 1773年 栗毛                                                        | Sportsmistress                                                                       | Sportsman        | Sportsman        |
| 父 Waxy 1790年 鹿毛                                                                  | 父の父Potoooooooo 1773年 栗毛                                                        | Sportsmistress                                                                       | Golden Locks     |                  |
| 父 Waxy 1790年 鹿毛                                                                  | 父の母Maria 1777年 鹿毛                                                              | Herod                                                                                | Tartar           | Tartar           |
| 父 Waxy 1790年 鹿毛                                                                  | 父の母Maria 1777年 鹿毛                                                              | Herod                                                                                | Cypron           |                  |
| 父 Waxy 1790年 鹿毛                                                                  | 父の母Maria 1777年 鹿毛                                                              | Lisette                                                                              | Snap             | Snap             |
| 父 Waxy 1790年 鹿毛                                                                  | 父の母Maria 1777年 鹿毛                                                              | Lisette                                                                              | Miss Windsor     |                  |
| 母 Penelope 1798年 黒鹿毛 (F-No.1-o)                                                 | 母の父Trumpator 1782年 青毛                                                          | Conductor                                                                            | Matchem          | Matchem          |
| 母 Penelope 1798年 黒鹿毛 (F-No.1-o)                                                 | 母の父Trumpator 1782年 青毛                                                          | Conductor                                                                            | Snap Mare        |                  |
| 母 Penelope 1798年 黒鹿毛 (F-No.1-o)                                                 | 母の父Trumpator 1782年 青毛                                                          | Brunette                                                                             | Squirrel         | Squirrel         |
| 母 Penelope 1798年 黒鹿毛 (F-No.1-o)                                                 | 母の父Trumpator 1782年 青毛                                                          | Brunette                                                                             | Dove             |                  |
| 母 Penelope 1798年 黒鹿毛 (F-No.1-o)                                                 | 母の母Prunella 1788年 鹿毛                                                           | Highflyer                                                                            | Herod            | Herod            |
| 母 Penelope 1798年 黒鹿毛 (F-No.1-o)                                                 | 母の母Prunella 1788年 鹿毛                                                           | Highflyer                                                                            | Rachel           |                  |
| 母 Penelope 1798年 黒鹿毛 (F-No.1-o)                                                 | 母の母Prunella 1788年 鹿毛                                                           | Promise                                                                              | Snap             | Snap             |
| 母 Penelope 1798年 黒鹿毛 (F-No.1-o)                                                 | 母の母Prunella 1788年 鹿毛                                                           | Promise                                                                              | Julia F-No.1     |                  |